# Shannon Chan-Kent
Shannon Chan-Kent, née le 23 septembre 1988, est une actrice et chanteuse canadienne-américaine.

## Carrière
Shannon a surtout fait des doublages de séries animées ainsi que de dessins animés. Elle a fait des apparitions dans des séries et a fait plusieurs films dont Spectacular! un de ses premiers grands rôles.

## Filmographie

### Téléfilms
- 2007 : Dragon Boys (en) : Kelsey Leung
- 2009 : Spectacular! : Janet
- 2012 : Un pacte mortel : Zoe
- 2019 : Un rôle sur mesure pour Noël (Holiday Date) : Megan

### Série de téléfilms
- 2015-2020 : Enquêtes gourmandes (The Gourmet Detective)
  - 2015 : Enquêtes gourmandes : Meurtre au menu (The Gourmet Detective) de Scott Smith
  - 2015 : Enquêtes gourmandes : Meurtre quatre étoiles (The Gourmet Detective: A Healthy Place to Die) de Scott Smith
  - 2017 : Enquêtes gourmandes : Festin mortel (The Gourmet Detective: Eat, Drink & Be Buried) de Mark Jean

### Séries télévisées
- 2007 : Dans la peau de Ian : Grace Lum
- 2007 : Samurai Girl : Gardienne
- 2009 : The Troop : Shellie
- 2010 : Life Unexpected : Brynn
- 2020-2021 : Good Trouble : Ruby (13 épisodes)
- 2021 : You : Kiki

## Doublage

### Cinéma
- 2002 : Madeline et le Roi : Chloe
- 2006 : La traversée du temps : Miyuki Konno
- 2017 : Barbie la magie des dauphins : Isla
- 2008 : Barbie et la magie de Noël : Ann et Nan
- 2010 : Barbie et le secret des sirènes : Deandra
- 2010 : Barbie et la magie de la mode : Delphine

### Télévision
- 2003-2004 : Le Secret de Sabrina
- 2006 : Death Note : Misa Amane
- 2006-2007 : Pucca : Chief
- 2007 : Gundam 00 : Christina Sierra
- 2010 : Care Bears to the Rescue
- 2010 : My Little Pony : Pinkie Pie (chant), Silver Spoon